# Mariusz Sawa (historyk)
Mariusz Radosław Sawa (ur. 1985 w Hrubieszowie) – polski historyk specjalizujący się w historii stosunków polsko-ukraińskich i Cerkwi prawosławnej na Chełmszczyźnie, doktor nauk humanistycznych, społecznik. 

## Życiorys
W 2009 roku ukończył studia historyczne na Wydziale Nauk Humanistycznych Katolickiego Uniwersytetu Lubelskiego, gdzie też się doktoryzował. Do 2021 roku pracownik lubelskiego oddziału Instytutu Pamięci Narodowej. 
Do jego głównych zainteresowań badawczych należą relacje polsko-ukraińskie (szczególnie w latach 40. XX w.), dzieje ukraińskiej emigracji politycznej na Zachodzie, jak i Cerkwi prawosławnej na Chełmszczyźnie. W wolnym czasie udziela się jako społecznik, ratując od zapomnienia i dewastacji prawosławne dziedzictwo kulturowe Ziemi Chełmskiej. Publikował na łamach m.in. „Zamojskiego Kwartalnika Kulturalnego“, „Tygodnika Powszechnego“, „Dziejów Najnowszych“, „Nowej Europy Wschodniej“, „Karty“ i „Ukraina Moderna“. 
W marcu 2025 roku Sobór Biskupów Polskiego Autokefalicznego Kościoła Prawosławnego przyznał mu Order św. Marii Magdaleny III stopnia. 
Stypendysta Fundacji „Kalyna” i finalista III Nagrody Karty im. Katarzyny i Janusza Miernickich. 

## Książki i artykuły
- Ukraiński emigrant. Działalność i myśl Iwana Kedryna-Rudnyckiego (1896–1995) (Lublin 2016).
- Cmentarz prawosławny w Werbkowicach (Lublin 2019).
- Iwan Sywak Śladem UPA. Kronika sotni Ukraińskiej Powstańczej Armii „Wowky” (24 sierpnia 1944–11 lipca 1945) (Rzeszów 2021) (opracowanie krytyczne).
- Pociski jak paciorki różańca. Armia Krajowa i Bataliony Chłopskie wobec Ukraińców w Sahryniu i innych wsiach powiatu hrubieszowskiego 9–10 marca 1944 roku (Wrocław-Wojnowice 2024).